# Franca (tiểu vùng)
Franca là một tiểu vùng thuộc bang São Paulo, Brasil. Tiều vùng này có diện tích 3440 km², dân số năm 2007 là 349917 người.